# Monoton lärka
Monoton lärka (Mirafra passerina) är en fågel i familjen lärkor inom ordningen tättingar.

## Utseende och läte
Monoton lärka är en medelstor och kompakt lärka med en liten näbb. Ovansidan är streckad med en tydligt roströd vingpanel. Ansiktet är rent med ett svagt ögonbrynsstreck. På bröstet syns ett lätt streckad beigefärgat bröst som skiljer den vita strupen från den ljusa buken. Liknande härmlärkan är mindre med tydligare ansiktsteckning och avvikande sång. Sången som gett arten dess namn är ett mycket enformigt kväkande eller gurglande fyrstavigt ljud, återgiven i engelsk litteratur som "for-syrup-is-sweet". Det avges var tredje till var femte sekund i timmar, dag som natt.

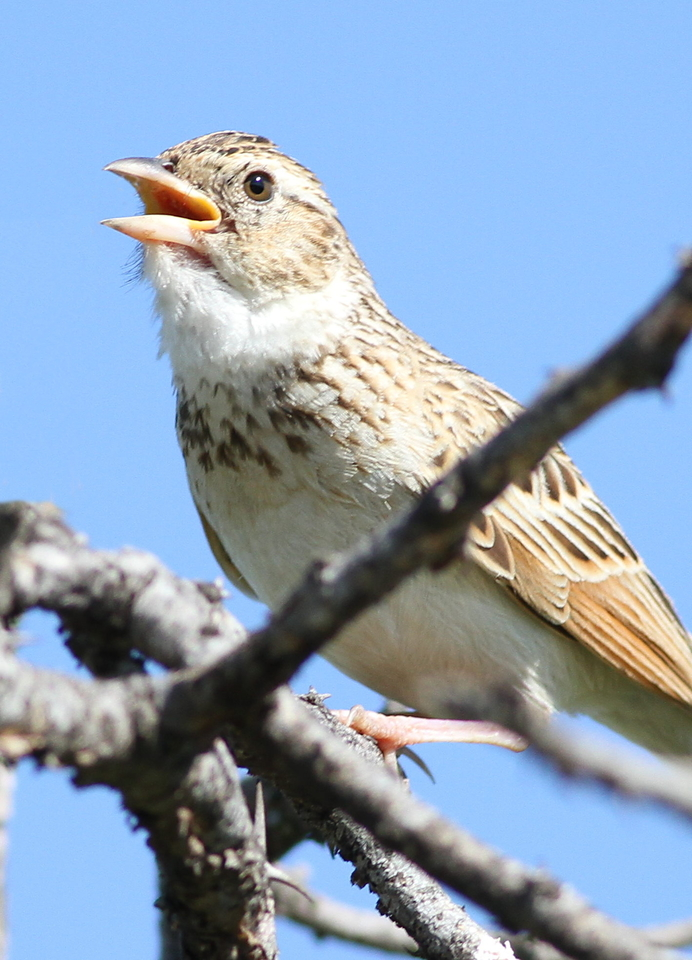

## Utbredning och systematik
Fågeln förekommer från sydvästra Angola till södra Zambia, norra Namibia, Zimbabwe och Norra Kapprovinsen i Sydafrika. Den behandlas som monotypisk, det vill säga att den inte delas in i några underarter.

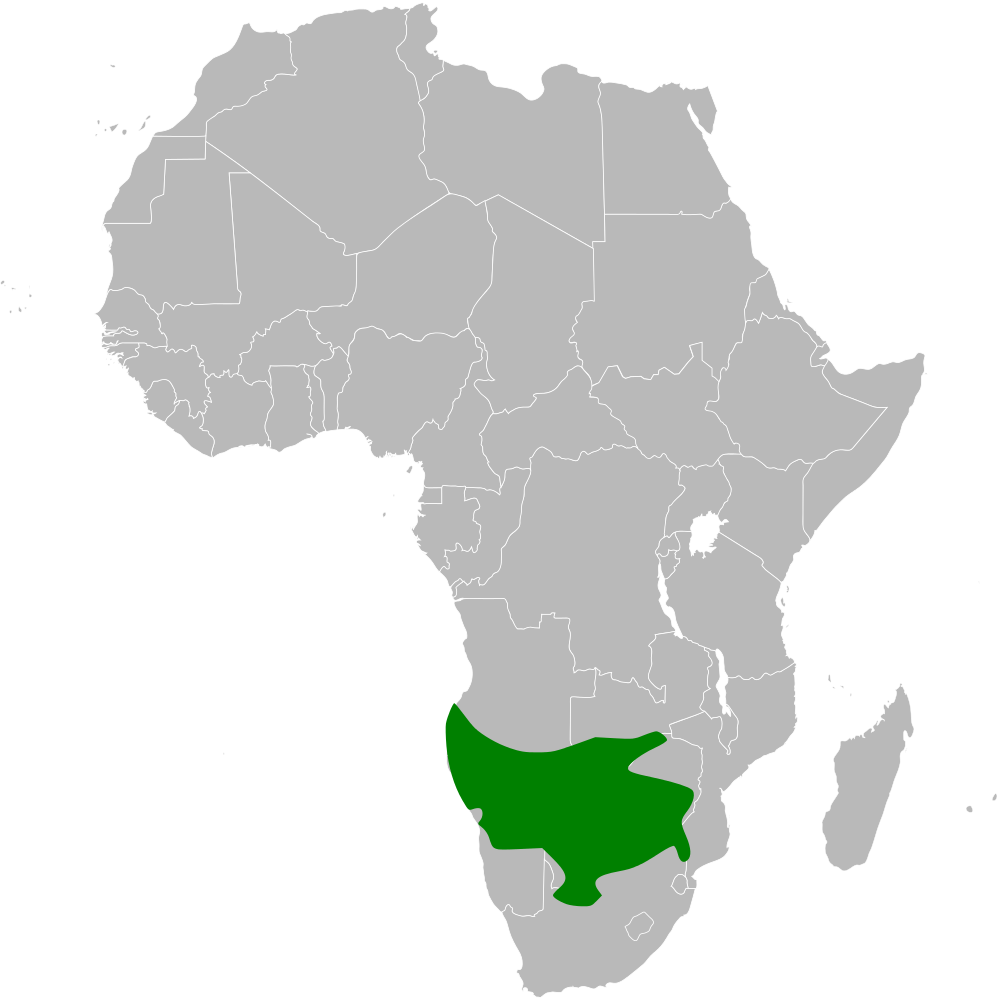
Utbredningsområde för monoton lärka.

## Levnadssätt
Monoton lärka hittas i rätt torr savann och torrt skogslandskap med mopane eller akacior. Den uppträder nomadiskt och oförutsägbart i stora antal för att häcka när regnsäsongen inletts. Hanen ses sjunga från en sittplats, med utsträckt nacke, rest tofs och uppuffade strupfjädrar. Ibland kan den även utföra en sångflykt då den stiger fem till tio meter upp i luften på snabba vingslag, varefter den faller snabbt ner till en framträdande sittplats.

## Status och hot
Arten har ett stort utbredningsområde, men tros minska i antal, dock inte tillräckligt kraftigt för att den ska betraktas som hotad. Internationella naturvårdsunionen IUCN listar därför arten som livskraftig (LC).